# Các vị tử đạo Trung Quốc

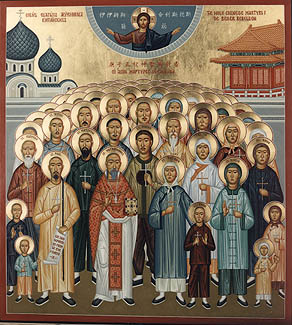

Các vị tử đạo Trung Quốc là thuật ngữ để chỉ các Kitô hữu bị giết hại trên lãnh thổ Trung Quốc từ giữa thế kỷ 17 đến năm 1930 vì đức tin tôn giáo của họ. Nhiều người trong số này là nạn nhân của Phong trào Nghĩa Hòa đoàn, vốn chủ trương bài Kitô giáo. Họ có thể là thành viên của Giáo hội Công giáo Rôma, Giáo hội Chính Thống giáo Đông phương hoặc các giáo hội Tin Lành, nên mỗi giáo hội có danh sách công nhận riêng của họ.
Giáo hội Công giáo Rôma công nhận 120 người Công giáo đã chết trong khoảng từ năm 1648 đến 1930 với danh hiệu "Các thánh tử đạo Trung Hoa" (hoặc cách gọi khác là "Thánh Augustine Triệu Vinh và các bạn tử đạo"). Danh sách này do Giáo hoàng Gioan Phaolô II tuyên bố vào ngày 1 tháng 10 năm 2000, bao gồm 87 người Trung Quốc và 33 nhà truyền giáo phương tây.
Giáo hội Chính Thống giáo Đông phương công nhận 222 tín hữu đã chết trong phong trào Nghĩa Hòa đoàn là "Các thánh tử đạo của Trung Quốc". Họ chủ yếu là các thành viên của Giáo hội Chính Thống có mối liên hệ chặt chẽ với Chính thống giáo Nga, đặc biệt là trong những cộng đồng người Nga ở Cáp Nhĩ Tân.
Một số tín hữu Tin Lành cũng tuyên nhận danh sách "Các vị tử đạo Trung Quốc năm 1900", họ là các nhà truyền giáo người Mỹ, châu Âu và người bản địa cải đạo sang các giáo hội Tin Lành và bị thiệt mạng trong phong trào Nghĩa Hòa đoàn.